# Florencia Amundson
Pour les articles homonymes, voir Amundson.
Florencia Amundson Téves née le 12 février 1998, est une joueuse de hockey sur gazon espagnole. Elle évolue au poste d'attaquante au Real Club de Polo et avec l'équipe nationale espagnole.

## Biographie
Florencia est la sœur jumelle de Constanza Amundson, également internationale espagnole.

## Carrière
Elle a fait ses débuts le 5 février 2022 contre les Pays-Bas à Valence lors de la Ligue professionnelle 2021-2022.

## Palmarès
- : 1re à l'Euro U21 2019.